# CRH3
Der CRH3, später als CRH3A, seit Dezember 2010 als CRH3C bezeichnet, ist ein elektrischer Hochgeschwindigkeitszug in China. Die Züge wurden von Siemens als Velaro CN (CN für China) als zweite Baureihe auf Basis der Velaro-Plattform entwickelt. Während die ersten drei Triebzüge im Siemenswerk in Krefeld-Uerdingen in Deutschland gefertigt wurden, sind die weiteren Einheiten in China unter Verwendung von Siemens-Komponenten gebaut worden.
Gegenüber den übrigen Velaro-Zügen zeichnen die Züge verbreiterte Wagenkästen und technische Anpassungen an den Hochgeschwindigkeitsverkehr in der Volksrepublik China aus. Sie werden auf verschiedenen chinesischen Hochgeschwindigkeitsstrecken eingesetzt.

## Namensgebung
Die Abkürzung CRH3 steht für China Railway High-speed. Die Nummer „3“ bezeichnet die vierte Baureihe chinesischer Hochgeschwindigkeitszüge – während Baureihen von Bombardier und Kawasaki (Shinkansen) mit CRH1 und CRH2 bezeichnet sind, trägt der Velaro aufgrund der Parallelen zum ICE 3 die Ziffer „3“. Die Ziffer „4“ wurde aufgrund ihrer chinesischen Bedeutung als Unglückszahl ausgelassen. Der CRH5 ist ein aus dem Alstom-Konzern stammender Triebzug auf Basis des Pendolino. Später wurde die Bezeichnung mit Buchstaben ergänzt, um sie von ähnlichen Zügen auseinanderhalten zu können.

## Bestellung und Fertigung
Nach mehrwöchigen Verhandlungen fand am 20. November 2005 (nach anderer Quelle am 10. November 2005) in Peking die offizielle Vertragsunterzeichnung über 60 achtteilige Velaro-Hochgeschwindigkeitszüge statt. Kunde ist die Chinesische Staatsbahn China Railways, die im Auftrag des Ministry of Railways (MOR) handelt. Die Konstruktion und Planung wurde von Siemens Mobility in Erlangen und Krefeld durchgeführt. Im Juni 2006 wurde dem chinesischen Kunden ein Modell im Maßstab 1:1 – ein sogenanntes Mock-up – vorgestellt. Die ersten drei Züge wurden komplett in Krefeld-Uerdingen produziert. Die Fertigung der restlichen 57 Einheiten erfolgte bis 2010 beim chinesischen Partner Tangshan Locomotive & Rolling Stock Works, einem Werk der China Northern Locomotive & Rolling Stock Industry (Group) Corporation (CNR), vor Ort. Das Auftragsvolumen des Siemens-Anteils beläuft sich auf rund 669 Millionen Euro.

### CRH380BL
Am 16. März 2009 bestellte die Chinesische Staatsbahn bei den Unternehmen Tangshan Railway Vehicle Co. Ltd. (TC), Changchun Railway Vehicles Co. Ltd. (CRC), 100 Hochgeschwindigkeitszüge, die von diesen auf der Basis des CRH3 oder Velaro CN entwickelt wurden. Vier Tage später wurde ein Vertrag zwischen den Unternehmen Tangshan Railway Vehicle Co. Ltd. (TC), Changchun Railway Vehicles Co. Ltd. (CRC), der Chinese Academy of Railways (CARS) und Siemens unterzeichnet, wonach Siemens wesentliche Komponenten für diesen Zug zuliefert. Aus Deutschland werden elektrische Ausrüstungen und aus Graz die Drehgestelle geliefert. Dieser Siemensanteil beläuft sich auf ein Volumen von rund 750 Millionen Euro. 70 Züge werden vor Ort in Tangshan und 30 Züge in Changchun gefertigt.
Die 100 im März 2009 bestellten Züge sind für die 1.318 Kilometer lange Strecke zwischen Peking und Shanghai vorgesehen. Diese Distanz soll bei einer Betriebsgeschwindigkeit von bis zu 380 km/h von den Fahrzeugen in rund vier Stunden bewältigt werden. Die Inbetriebnahme der ersten Züge war für Ende 2010 vorgesehen. Diese Züge sollen aus 16 Wagen bestehen und sind mit rund 400 Metern etwa doppelt so lang wie die 60 CRH3, wobei sie rund 1.060 Sitzplätze bieten. In den Zügen wird eine Antriebsleistung von insgesamt 18,4 Megawatt installiert. Die Inbetriebnahme begann Mitte Januar 2011.
Am 9. Januar 2011 um 17:15 Uhr stellte ein auf 12 Wagen gekürzter CRH380BL einen neuen Weltrekord für serienmäßige Züge auf, indem er auf dem 156 Kilometer langen Streckenabschnitt zwischen Xuzhou und Bengbu eine Geschwindigkeit von 487,3 km/h erreichte.

### CRH380B
Mitte November 2009 bestellte die Chinesische Staatsbahn weitere 140 achtteilige Velaro-CN-Züge. Die von den CNR-Tochterunternehmen Changchun und Tangshan gefertigten Triebzüge sind unter anderem seit 2011 auf der Schnellfahrstrecke Peking–Shanghai in Betrieb.

### CRH3 350 LTT
Im Oktober 2010 bestellte das Ministry of Railways (MoR) 40 achtteilige Züge mit der Bezeichnung CRH3 350 LTT, wobei LTT für Low Temperature Train steht. Das bedeutet, dass diese Achtteiler bis mindestens minus 40 Grad zuverlässig einsetzbar sein müssen. Die Fertigung begann im Frühjahr 2011 in Changchun.

### CRH380CL

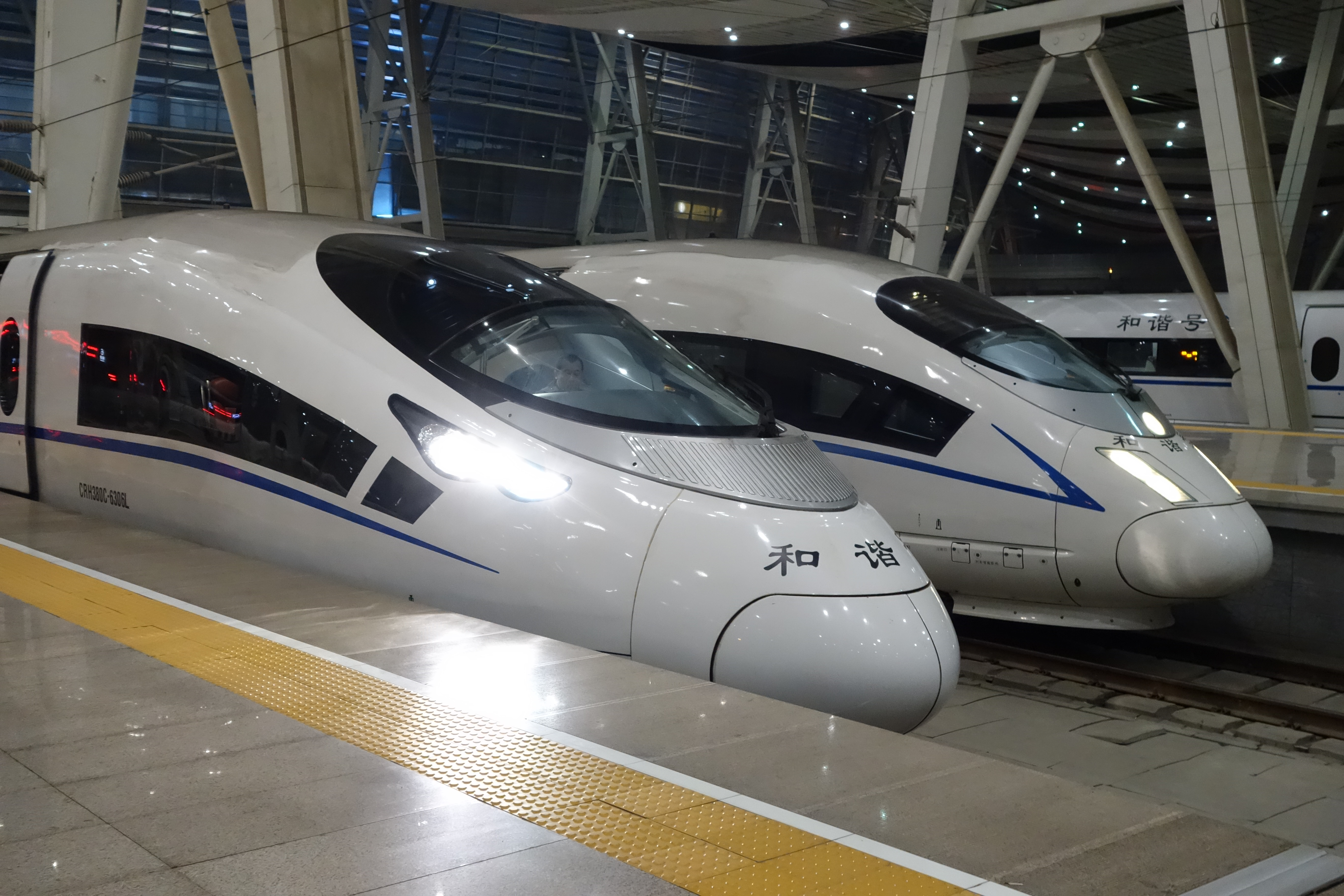
CRH380CL (links) und CRH380BL

CRRC Changchun entwickelte die CRH380B zum CRH380C weiter. Dabei wurde unter anderem die Front modifiziert. Das Eisenbahnministerium bestellte 25 16-Wagen-Züge an Stelle von CRH380BL-Zügen, die ab 2011 geliefert wurden.

## Inbetriebnahme

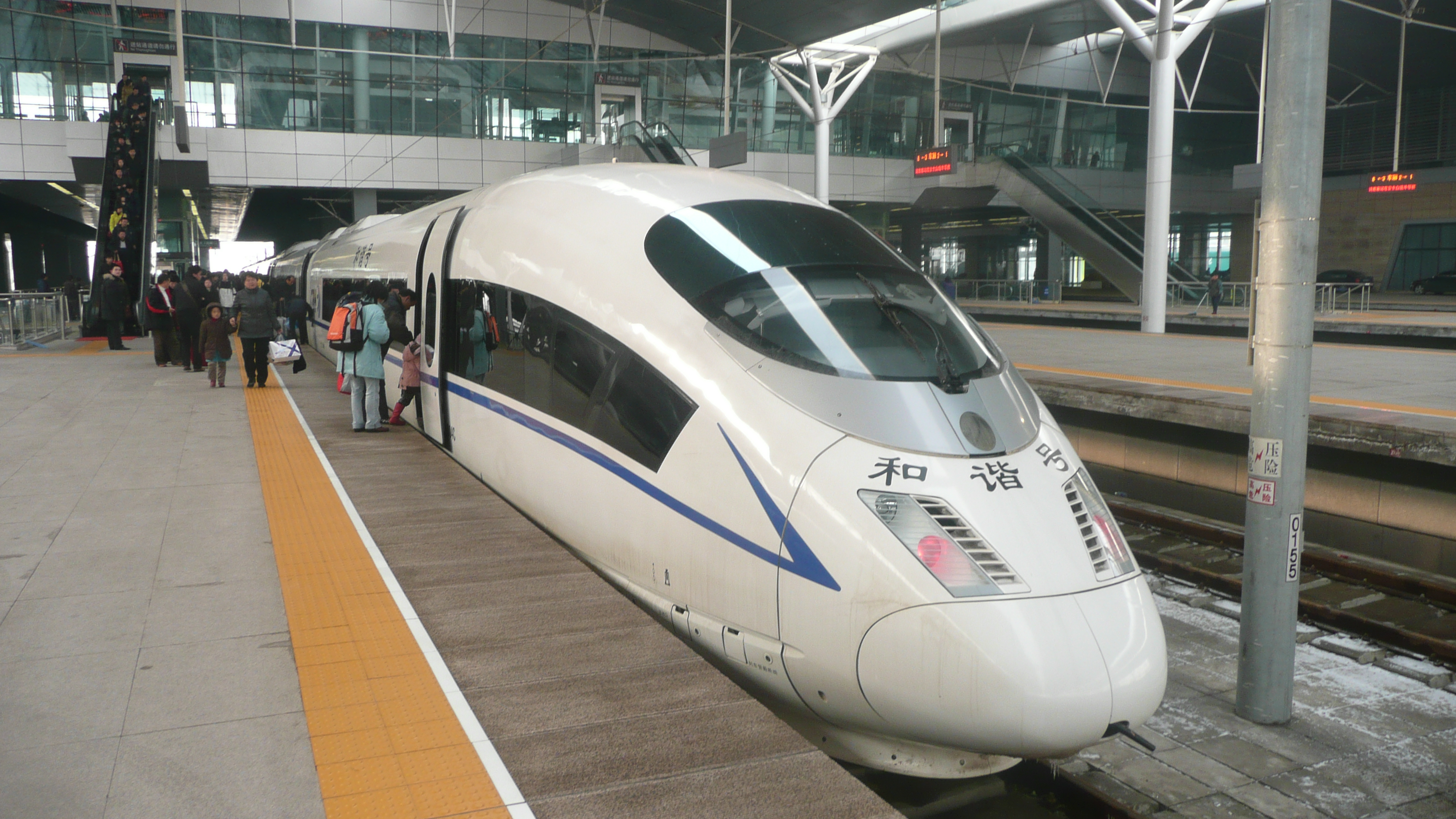
CRH3C im Bahnhof von Tianjin

Ein erster Endwagenrohbau für die Endmontage in Tangshan wurde im Juli 2007 von Hamburg aus nach China verschifft. Die ersten drei kompletten Wagen eines achtteiligen Zuges aus deutscher Produktion wurden auf der Straße von Krefeld nach Bremerhaven transportiert und traten am 18. Dezember 2007 auf dem dänischen Frachtschiff Gjertrud Mærsk ihre sechswöchige Überfahrt nach Tianjin an.
Die Inbetriebsetzung des ersten Zuges aus deutscher Produktion, der im Januar 2008 in der Hafenstadt Tianjin eingetroffen war, erfolgte im März und April des Jahres beim chinesischen Siemenspartner Tangshan Locomotive & Rolling Stock Works. Der zweite Zug aus deutscher Produktion war Anfang April ebenfalls in Tianjin eingetroffen. Der erste in China gebaute CRH3 war im April 2008 in Betrieb gesetzt worden. Seit 26. April 2008 wurden regelmäßige Testfahrten auf der Schnellfahrstrecke Peking–Tianjin durchgeführt, bei denen man Geschwindigkeiten bis 374 km/h erreichte. Bis Mitte Juni 2008 waren zwei Züge aus deutscher sowie einer aus chinesischer Produktion in Betrieb genommen worden.
Am 24. Juni 2008 stellte ein in China hergestellter CRH3-Zug mit 394,3 km/h auf der Strecke von Peking nach Tianjin einen neuen Geschwindigkeitsrekord für Schienenfahrzeuge in China auf. Der Zug verließ den Pekinger Bahnhof um 8:55 Uhr und bewältigte die 116,9 Kilometer lange Strecke in einer Fahrzeit von 25 Minuten und 10 Sekunden. Das entspricht einer Reisegeschwindigkeit von 278,7 km/h. Die Rekordgeschwindigkeit wurde knapp 20 Minuten später, in Anwesenheit des chinesischen Bahnministers Liu Zhijun, aufgestellt. Staatspräsident Hu Jintao fuhr am folgenden Tag in einem CRH3 auf Strecke vom Süden Pekings nach Tianjin.

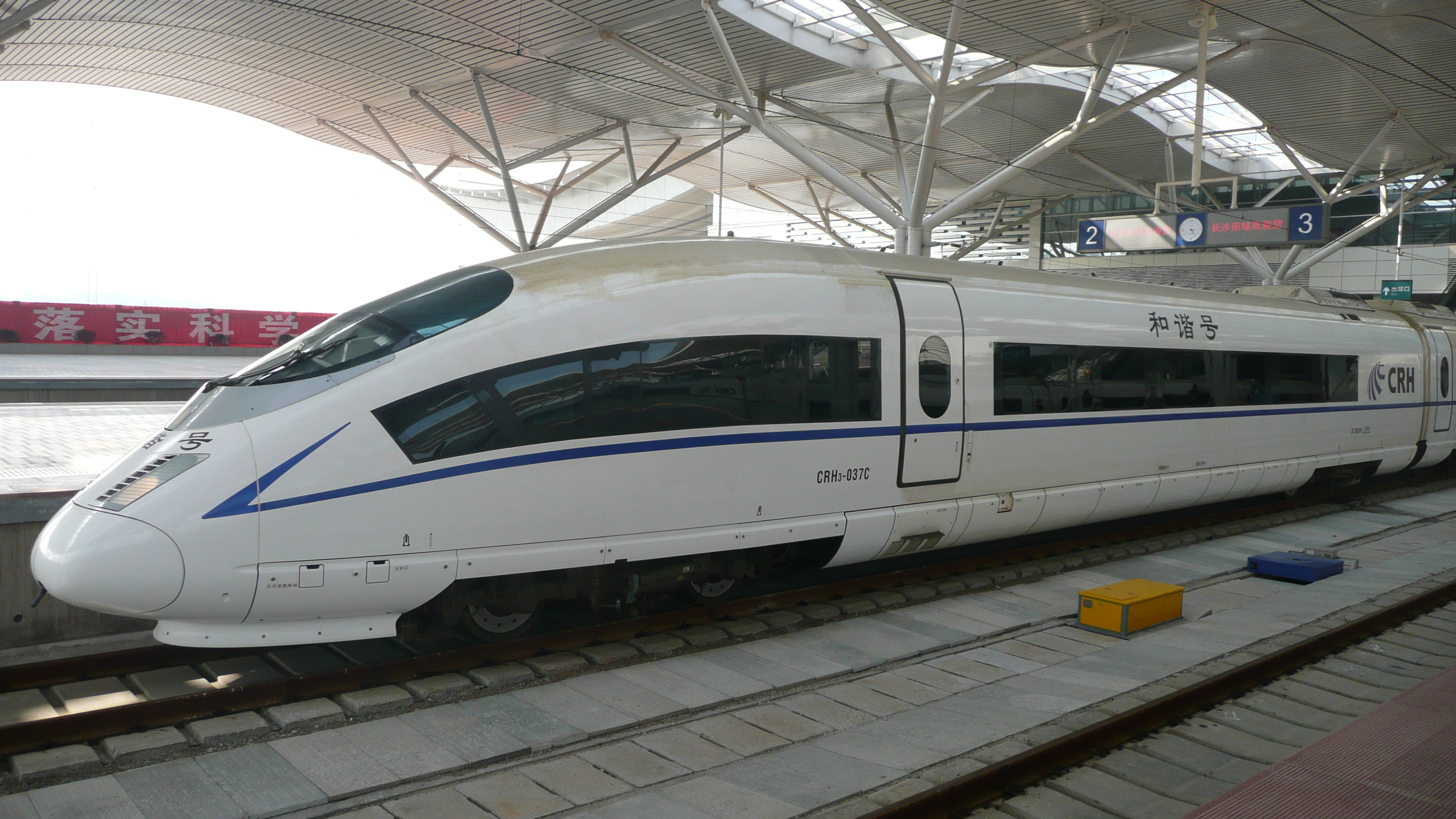
Der CRH3C im neuen Bahnhof Changsha-Süd

Am 1. August 2008, eine Woche vor dem Beginn der Olympischen Sommerspiele in Peking, haben fünf CRH3 mit einer planmäßigen Höchstgeschwindigkeit von 300 km/h den Fahrgastbetrieb auf der Schnellfahrstrecke Peking–Tianjin aufgenommen, zwei Züge davon aus deutscher und drei aus chinesischer Produktion. Parallel dazu verkehren auf dieser Strecke sechs CRH2-Züge aus der japanischen Shinkansen-Serie, so dass seitdem im Takt gefahren werden kann. Die CRH3-Triebzüge werden künftig zunächst die Schnellfahrstrecke Peking–Tianjin bedienen. Die gesamte Flotte von sechzig CRH3 soll laut Herstellerangaben 2010 dem planmäßigen Verkehr übergeben worden sein.
Bei einer Testfahrt des CRH3 am 9. Dezember 2009 wurde auf der Strecke von Wuhan nach Guangzhou ein Rekord von 394,2 km/h aufgestellt. Seit dem 26. Dezember 2009 wird die 969 Kilometer lange Strecke von Wuhan über Changsha und Zhuzhou nach Guangzhou kommerziell befahren, wobei – wie auch auf der Strecke zwischen Peking und Tianjin – sowohl Züge vom Typ CRH2 als auch CRH3 zum Einsatz kommen. Die Fahrtzeit wurde dadurch von bisher 10,5 Stunden auf drei Stunden und acht Minuten verkürzt. Die Jungfernfahrt erfolgte mit einem CRH2 und einer Durchschnittsgeschwindigkeit von 309 km/h.
Weitere Strecken sind bereits in Planung oder werden zurzeit gebaut.

## Ausstattung

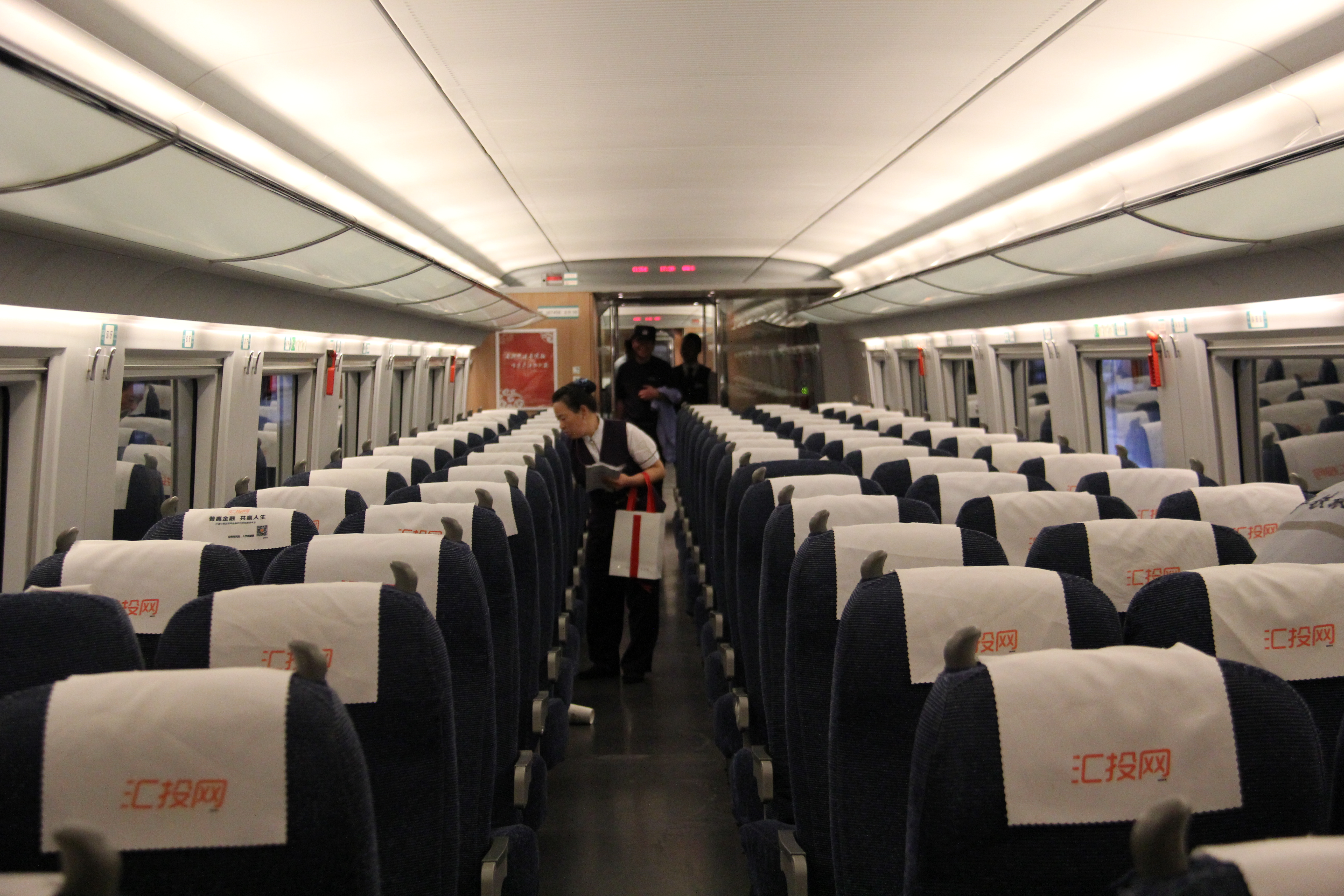
CRH3, 2.-Klasse-Wagen

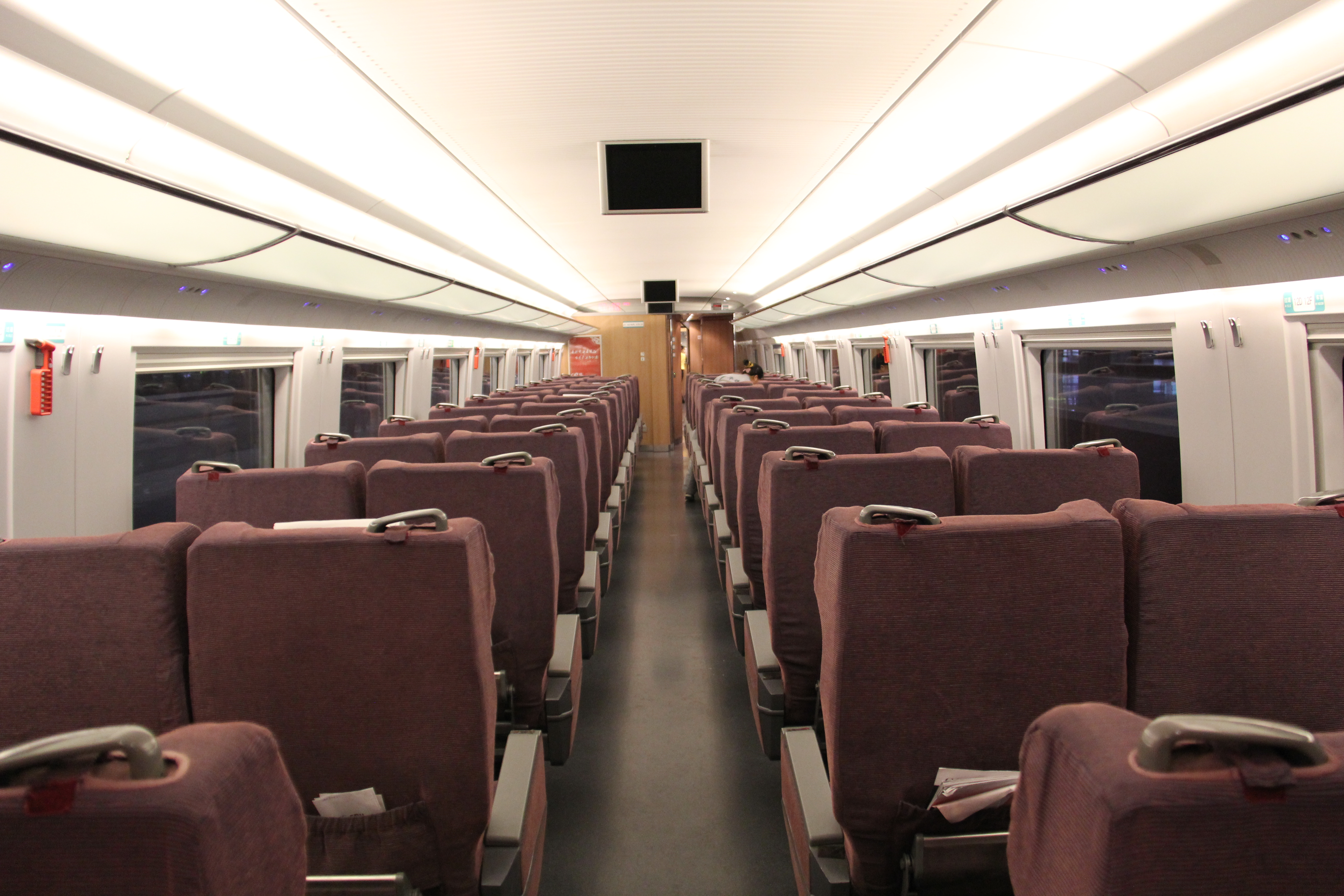
CRH3, 1.-Klasse-Wagen

Die Gesamtlänge der Züge beträgt rund 200 bzw. 400 Meter. Die Triebzüge sind in Normalspur ausgeführt, aber dennoch gegenüber den europäischen Varianten, die eine Wagenbreite von 2.950 Millimetern haben, um 315 Millimeter verbreitert, um Platz für 601 Fahrgäste zu bieten. In den Wagen der zweiten Klasse finden bei fünf Sitzen pro Reihe 529 Fahrgäste Platz, in dem Erste-Klasse-Mittelwagen gibt es bei vier Sitzen pro Reihe 56 Sitzplätze, in den Lounge-Abteilen hinter den beiden Führerständen je acht Erste-Klasse-Sitze. Darüber hinaus ist ein Bistrowagen vorhanden. Wie landesüblich, gibt es in jedem Wagen einen Wasserkocher. Zu den weiteren Besonderheiten zählen fehlende Trittstufen an den Türen sowie leistungsfähigere Klimaanlagen. Die Panoramaabteile an beiden Zugenden sind Fahrgästen der ersten Klasse vorbehalten. Es ist ein mehrsprachiges Fahrgastinformationssystem mit visuellen Anzeigen für innen und außen installiert.
Die Züge, die auch für den Verkehr in Doppeltraktion vorgesehen sind, sind für eine Netzspannung von 25 kV 50 Hz Wechselspannung ausgerüstet und können eine Dauerleistung von 8.800 Kilowatt erreichen. Im CRH3 werden als Umrichter nicht wie bei ICE3 oder Velaro-E GTOs, sondern IGBTs eingesetzt. Die Zugsicherung, basierend auf dem europäischen ETCS-Level-1-System, wurde für chinesische Verhältnisse modifiziert. Verzögert wird überwiegend mit generatorischen Bremsen, die eine Energierückgewinnung zulassen. Ergänzt wird das Bremssystem durch pneumatische Reibungsbremsen mit Radscheibenbremsen. Als Feststellbremsen im Stand gibt es in bestimmten Wagen Federspeicherbremsen.